# Жаврид Павло Якович
Павло Жаврид (біл. Павал Жаўрыд, нар. 1 червня 1889 року  — пом. 1939 рік) — діяч білоруського національного руху та антирадянського військового опору.

## Біографія
Народився в селі Тетерівка Слуцького повіту, закінчив місцеву чоловічу гімназію та юридичний факультет Варшавського університету. 1916 року мобілізували у російську армію, служив у Туркестані та на Румунському фронті Першої світової війни. Після Лютневої революції був головою полкового комітету, делегатом Першого Всебілоруського з'їзду в грудні 1917 року.
Після повернення додому в Слуцьк працював юристом, брав активну участь у місцевому білоруському національному русі, був членом Білоруської партії соціалістів-революціонерів. 1920 року керівництво БНР призначило офіційним представником білоруської влади в регіоні. В кінці 1920 року був одним з керівників збройного антибільшовицького опору (дивись Слуцьке повстання), зумів близько місяця стримувати наступ переважаючих сил Червоної армії.
Після поразки повстання втік до Вільнюса, потім 1926 року повернувся в БРСР, де працював у різних установах, у тому числі Інбілкульті та редакції газети «Звязда».
Заарештовано 1930 року у справі про так званий «Союз Визволення Білорусі», засуджений до трьох років концентраційних таборів. 1937 року заарештовано повторно, помер від хвороб 1939 року в Комі АРСР. Посмертно реабілітований 1988 року.